# Nekšové z Landeka

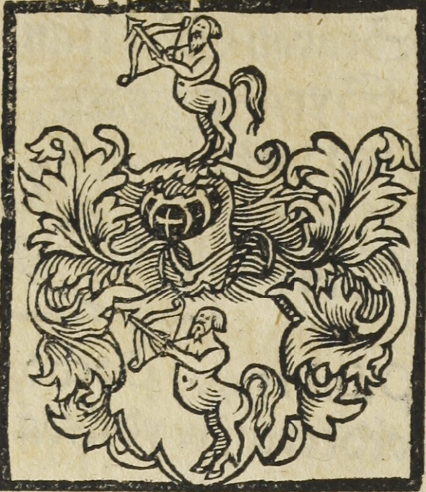
Erb Nekšů z Landeka (J. Willenberg, 1593)

Nekšové z Landeka jsou stará šlechtická rodina. Původ není jasný. Podle kronikáře Paprockého pocházeli z oblasti Litvy, podle A. Sedláčka jsou moravským rodem pocházejícím ze zahraničí. Moderní historiografie se přiklání k původu z Chebska.

## Historie
Pravděpodobně erb i přídomek z Landeka získali od císaře Maxmiliána I. synové chebského měšťana Linharta Nekše, kteří se později přesunuli na Moravu, kde se usídlili. Zikmund Nekš koupil Lukov a Vsetín, další příslušník rodu věnem získal Řimnice a zakoupil Přílepy. Roku 1607 povýšil do panského stavu. Třikrát se oženil, přesto zemřel bez dětí, jeho majetek zdědila neteř Lukrécie.
Dobře hospodařili na svých velkostatcích, stali se úspěšnými obchodníky především na území současného Slovenska a tudíž se svým jměním dostali mezi přední moravské rody.
Lukrécie se provdala za evangelíka Arkleba z Víckova, ovdověla, poté zdědila značné jmění. Roku 1608 se provdala za Albrechta z Valdštejna. Po její smrti v roce 1614 získal veškerý její majetek, po Bílé hoře se již na Moravu nevrátil a zdejší majetek prodal. Ostatky manželky Lukrécie dal převést do rodinné hrobky v Čechách.

## Erb
Na modrém štítě se nachází stříbrný kentaur, avšak správně by měl mít čtyři a ne dvě nohy, jak je uvedeno ve znaku.

## Příbuzenstvo
Spojili se s Bítovskými, pány z Kunštátu, z Bukova, z Korotína, Podstatskými.